# اشم وهو
اَشِم وُهو (اوستایی: 𐬀𐬴𐬆𐬨 𐬬𐬊𐬵𐬏) یکی از چهار نیایش برجستهٔ زرتشتی است. این نیایش در یسنا، هاتِ ۲۷، بندِ ۱۴ قرار دارد. کهن‌ترین تفسیر آن به زبان اوستایی در یسنا، هات ۲۰ جای دارد. همچنین، کَردهٔ (فصلِ) نخست سروش یشت هادُخت دربارهٔ این نیایش می‌باشد. چهار نیایش یا نماز یتا اهو، اشم وهو، یِنگهِه هاتام و اَئیریِما ایشیو از نیایش‌های مهم اوستا به‌شمار می‌آیند.
اهمیت دعای اشم وهو در کتاب بُندَهِشن چنین است که در بخش آفرینش رودها می‌نویسد که زمانی که هورمزد از نیمه البرز دو رود را جاری ساخت یکی اروندرود و دیگری وِه‌رود که به سوی خراسان شد و از آن دو رود رودهای بسیاری پدید آمد و مردی اشم وهویی را بخواند و آن رودها باز به این دو رود بازگردند.

## متن نیایش
به دین‌دبیره: «𐬀𐬴𐬆𐬨𐬹 𐬬𐬊𐬵𐬏𐬹 𐬬𐬀𐬵𐬌𐬱𐬙𐬆𐬨𐬹 𐬀𐬯𐬙𐬍𐬹 𐬎𐬱𐬙𐬁𐬹 𐬀𐬯𐬙𐬍𐬹 𐬎𐬱𐬙𐬁𐬹 𐬀𐬵𐬨𐬁𐬌𐬹 𐬵𐬌𐬌𐬀𐬝𐬹 𐬀𐬴𐬁𐬌𐬹 𐬬𐬀𐬵𐬌𐬱𐬙𐬁𐬌𐬹 𐬀𐬴𐬆𐬨𐬹 𐬼»
نویسه‌گردانی: «اَشِم وُهو، وَهیشتِم اَستی، اوشْتا اَستی، اوشْتا اَهمایی، هی‌یَت اَشایی، وَهیشْتایی اَشِـم»
برگردان: «راستی بهترین نیکی است. که مایهٔ نیک‌بختی است. نیک‌بختی از آن کسی است که راست و خواستار بهترین راستی باشد.»